# Upsalquitch (zone non incorporée)
Pour les articles homonymes, voir Upsalquitch.
Upsalquitch est une zone non-incorporée canadienne située au Nouveau-Brunswick dans le comté de Restigouche.

## Géographie
La communauté non-incorporée d'Upsalquitch est située dans la partie nord de la province du Nouveau-Brunswick dans le comté de Restigouche près de la frontière avec le Québec au sud de la route 17. 

## Culture
Upsalquitch fait l'objet d'un poème dans le recueil de poésie La terre tressée, de Claude Le Bouthillier.

## Annexe